# Marouane Chamakh
Marouane Chamakh (sinh ngày 10 tháng 1 năm 1984) là một cầu thủ bóng đá người Maroc hiện đã giả nghệ. Mặc dù sinh ra và lớn lên ở Pháp, anh quyết định chơi cho đội tuyển bóng đá quốc gia Maroc do bố mẹ anh là người Maroc.

## Sự nghiệp câu lạc bộ

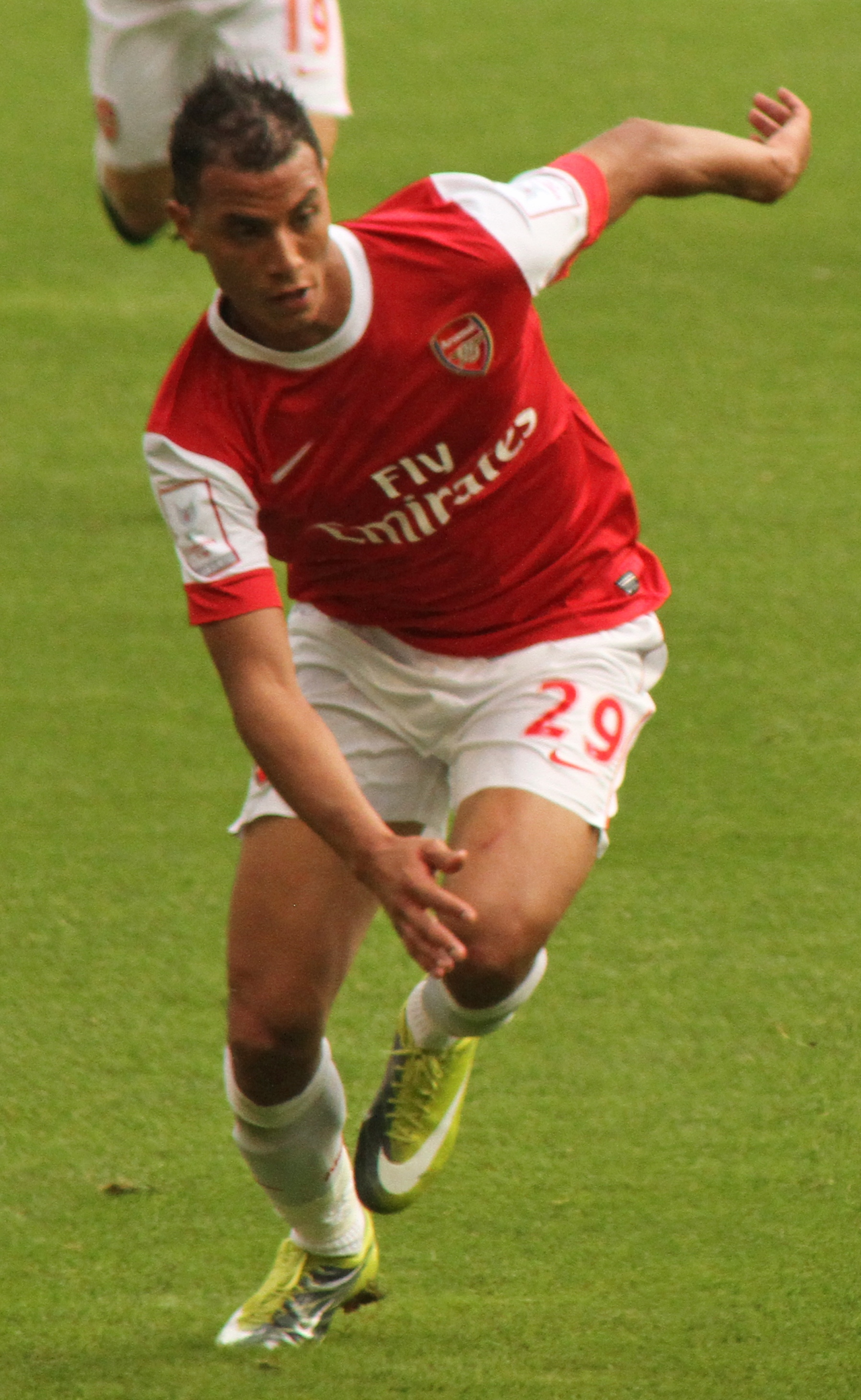
Trong màu áo của Arsenal

Chamakh chơi cho Bordeaux từ năm 2002. 13 bàn thắng của anh ở Ligue 1 mùa giải 2008-09 giúp đội bóng vô địch quốc gia, kết thúc chuỗi 7 năm liền vô địch của Olympique Lyonnais. Hợp đồng hiện tại của Chamakh sẽ hết hạn vào mùa hè 2010, có nghĩa anh có thể chuyển tới đội bóng khác theo dạng tự do.
Nhờ vào phong độ tốt, đã có rất nhiều lời đồn đại về tương lai của anh, và các đội bóng Anh như Arsenal và Liverpool đã thể hiện sự quan tâm.
Vào ngày 6 tháng 2 năm 2010, Chamakh cho biết anh muốn tới Arsenal. Vào ngày 5 tháng 3 năm 2010, Chamakh xác nhận sẽ gia nhập Arsenal vào mùa hè theo dang chuyển nhượng tự do.
Vào ngày 22/5/2010 Chamakh đã gia nhập Arsenal theo dạng chuyển nhượng tự do, anh sẽ mang áo số 29 tại CLB mới và bản hợp đồng sẽ chính thức có hiệu lực ngày 1/7/2010.Ở Arsenal,anh nổi tiếng với lối chơi đầu cực tốt
Ngày 13/8/2013 anh chính thức sang khoác áo Crystal Palace sau khoảng thời gian không thành công ở Arsenal

## Thi đấu quốc tế
Chamakh có trận ra mắt cho đội tuyển bóng đá quốc gia Maroc vào năm 2003 và là thành viên đội tuyển vào tới chung kết Cúp bóng đá vô địch các quốc gia châu Phi 2004. Danh tiếng của Chamakh ở Morocco tăng lên khi anh ghi bàn quân bình tỉ số vào lưới đối thủ truyền kiếp đội tuyển bóng đá quốc gia Algeria ở bán kết và giúp Maroc thắng 3-1 và giúp cho đội tuyển quốc gia Maroc lọt vào trận chung kết giải bóng đá châu Phi năm đó và chỉ chịu thất thủ trước chủ nhà Tunisia và giành ngôi á quân.

## Thống kê sự nghiệp
Cập nhật 27 tháng 11 năm 2015
| CLB                    | Mùa giải            | Giải vô địch | Giải vô địch | Cúp quốc gia | Cúp quốc gia | Cúp châu lục | Cúp châu lục | Khác   | Khác      | Tổng   | Tổng      |
| CLB                    | Mùa giải            | Ra sân       | Bàn thắng    | Ra sân       | Bàn thắng    | Ra sân       | Bàn thắng    | Ra sân | Bàn thắng | Ra sân | Bàn thắng |
| ---------------------- | ------------------- | ------------ | ------------ | ------------ | ------------ | ------------ | ------------ | ------ | --------- | ------ | --------- |
| Bordeaux               | 2002–03             | 10           | 1            | 4            | 0            | —            | —            | —      | —         | 14     | 1         |
| Bordeaux               | 2003–04             | 25           | 6            | 2            | 0            | 8            | 4            | —      | —         | 35     | 10        |
| Bordeaux               | 2004–05             | 33           | 10           | 3            | 1            | —            | —            | —      | —         | 36     | 11        |
| Bordeaux               | 2005–06             | 29           | 7            | 2            | 0            | —            | —            | —      | —         | 31     | 7         |
| Bordeaux               | 2006–07             | 29           | 5            | 7            | 2            | 6            | 0            | —      | —         | 42     | 7         |
| Bordeaux               | 2007–08             | 32           | 4            | 5            | 0            | 7            | 4            | —      | —         | 44     | 8         |
| Bordeaux               | 2008–09             | 34           | 13           | 4            | 0            | 8            | 3            | 1      | 0         | 47     | 16        |
| Bordeaux               | 2009–10             | 38           | 10           | 4            | 1            | 9            | 5            | 1      | 0         | 52     | 16        |
| Bordeaux               | Tổng cộng           | 230          | 56           | 31           | 4            | 38           | 16           | 2      | 0         | 301    | 76        |
| Arsenal                | 2010–11             | 29           | 7            | 9            | 1            | 6            | 3            | —      | —         | 44     | 11        |
| Arsenal                | 2011–12             | 11           | 1            | 3            | 0            | 5            | 0            | —      | —         | 19     | 1         |
| Arsenal                | 2012–13             | 0            | 0            | 3            | 2            | 1            | 0            | —      | —         | 4      | 2         |
| Arsenal                | Tổng cộng           | 40           | 8            | 15           | 3            | 12           | 3            | 0      | 0         | 67     | 14        |
| West Ham United (mượn) | 2012–13             | 3            | 0            | —            | —            | —            | —            | —      | —         | 3      | 0         |
| West Ham United (mượn) | Tổng cộng           | 3            | 0            | 0            | 0            | 0            | 0            | 0      | 0         | 3      | 0         |
| Crystal Palace         | 2013–14             | 32           | 5            | 2            | 1            | 0            | 0            | —      | —         | 34     | 6         |
| Crystal Palace         | 2014–15             | 18           | 2            | 2            | 2            | 0            | 0            | —      | —         | 20     | 4         |
| Crystal Palace         | 2015–16             | 1            | 0            | 0            | 0            | 0            | 0            | —      | —         | 1      | 0         |
| Crystal Palace         | Tổng cộng           | 51           | 7            | 4            | 3            | 0            | 0            | 0      | 0         | 55     | 10        |
| Tổng cộng sự nghiệp    | Tổng cộng sự nghiệp | 324          | 71           | 50           | 10           | 50           | 19           | 2      | 0         | 427    | 100       |

### Đội tuyển quốc gia
Tính đến ngày 13 tháng 11 năm 2014.
| Đội tuyển quốc gia | Năm       | Ra sân | Bàn thắng |
| ------------------ | --------- | ------ | --------- |
| Maroc              | 2003      | 6      | 2         |
| Maroc              | 2004      | 13     | 3         |
| Maroc              | 2005      | 6      | 2         |
| Maroc              | 2006      | 8      | 3         |
| Maroc              | 2007      | 6      | 2         |
| Maroc              | 2008      | 8      | 1         |
| Maroc              | 2009      | 5      | 1         |
| Maroc              | 2010      | 4      | 1         |
| Maroc              | 2011      | 4      | 2         |
| Maroc              | 2012      | 3      | 0         |
| Maroc              | 2013      | 0      | 0         |
| Maroc              | 2014      | 1      | 1         |
| Tổng cộng          | Tổng cộng | 64     | 18        |

### Bàn thắng quốc tế
| #   | Ngày                 | Địa điểm                                            | Đối thủ            | Bàn thắng | Kết quả | Giải đấu                 |
| --- | -------------------- | --------------------------------------------------- | ------------------ | --------- | ------- | ------------------------ |
| 1.  | 10 tháng 9 năm 2003  | Sân vận động El Harti, Marrakech, Maroc             | Trinidad và Tobago | 1–0       | 2–0     | Giao hữu                 |
| 2.  | 10 tháng 9 năm 2003  | Sân vận động El Harti, Marrakech, Maroc             | Trinidad và Tobago | 2–0       | 2–0     | Giao hữu                 |
| 3.  | 31 tháng 1 năm 2004  | Sân vận động Taïeb El Mhiri, Sfax, Tunisia          | Bénin              | 1–0       | 4–0     | CAN 2004                 |
| 4.  | 8 tháng 2 năm 2004   | Sân vận động Taïeb El Mhiri, Sfax, Tunisia          | Algérie            | 1–1       | 3–1     | CAN 2004                 |
| 5.  | 10 tháng 10 năm 2004 | Sân vận động 28 tháng 9, Conakry, Guinée            | Guinée             | 1–0       | 1–1     | Vòng loại World Cup 2006 |
| 6.  | 4 tháng 6 năm 2005   | Sân vận động Hoàng tử Moulay Abdellah, Rabat, Maroc | Malawi             | 1–1       | 4–1     | Vòng loại World Cup 2006 |
| 7.  | 8 tháng 10 năm 2005  | Sân vận động 7 tháng 11, Radès, Tunisia             | Tunisia            | 1–0       | 2–2     | Vòng loại World Cup 2006 |
| 8.  | 9 tháng 1 năm 2006   | Sân vận động Hoàng tử Moulay Abdellah, Rabat, Maroc | CHDC Congo         | 1–0       | 3–0     | Giao hữu                 |
| 9.  | 17 tháng 1 năm 2006  | Sân vận động Hoàng tử Moulay Abdellah, Rabat, Maroc | Angola             | 1–0       | 2–2     | Giao hữu                 |
| 10. | 2 tháng 9 năm 2006   | Sân vận động Hoàng tử Moulay Abdellah, Rabat, Maroc | Malawi             | 1–0       | 2–0     | Vòng loại CAN 2008       |
| 11. | 7 tháng 2 năm 2007   | Sân vận động Hoàng tử Moulay Abdellah, Rabat, Maroc | Tunisia            | 1–0       | 1–1     | Giao hữu                 |
| 12. | 2 tháng 6 năm 2007   | Sân vận động Hoàng tử Moulay Abdellah, Rabat, Maroc | Zimbabwe           | 1–0       | 2–0     | Vòng loại CAN 2008       |
| 13. | 16 tháng 1 năm 2008  | Sân vận động Hoàng tử Moulay Abdellah, Rabat, Maroc | Angola             | 1–1       | 2–1     | Giao hữu                 |
| 14. | 31 tháng 3 năm 2009  | Sân vận động Restelo, Lisbon, Bồ Đào Nha            | Angola             | 2–0       | 2–0     | Giao hữu                 |
| 15. | 17 tháng 11 năm 2010 | Windsor Park, Belfast, Bắc Ireland                  | Bắc Ireland        | 1–0       | 1–1     | Giao hữu                 |
| 16. | 4 tháng 6 năm 2011   | Sân vận động Marrakech, Marrakech, Maroc            | Algérie            | 2–0       | 4–0     | Vòng loại CAN 2012       |
| 17. | 9 tháng 10 năm 2011  | Sân vận động Marrakech, Marrakech, Maroc            | Tanzania           | 1–0       | 3–1     | Vòng loại CAN 2012       |
| 18. | 13 tháng 11 năm 2014 | Sân vận động Adrar, Agadir, Maroc                   | Bénin              | 6–1       | 6–1     | Giao hữu                 |

## Danh hiệu

### Bordeaux
- Ligue 1 (1): 2008–09
- Coupe de la Ligue (2): 2007, 2009
- Trophée des Champions (2): 2008, 2009